# Malek Jân Ne'mati
Malek Jān Ne’mati (en persan : ملک‌جان نعمتی) (11 décembre 1906 à Jeyhounabad (en), Kurdistan iranien - 15 juillet 1993 à Paris) est une écrivaine et poétesse mystique de langue kurde et persane. Figure charismatique également connue sous le nom de Cheikh Jâni ou encore Sainte Janie, elle est la fille de Hajj Nematollah et la sœur d'Ostad Elahi.  

## Biographie
Malek Jan est issue d'une famille membre de l'ordre mystique des Ahl-e Haqq (« Amis du Vrai »). Son père, Hajj Nematollah, est une personnalité spirituelle marquante qui, quelques années avant sa naissance, a abandonné une vie confortable pour se consacrer à la recherche du Vrai. Dès son plus jeune âge, Malek Jan est donc initiée, comme toute sa famille, à l'ascèse, à la prière mais aussi et surtout, à la réflexion éthique et spirituelle.

### Formation
Fait remarquable à cette époque et dans ces régions reculées du Kurdistan, où la naissance d'une fille était accueillie par des condoléances, elle reçoit une éducation complète, au même titre que son frère aîné. Elle apprend ainsi le persan et l'arabe (sa langue maternelle étant le kurde) et entreprend l'étude des grands livres révélés[Lesquels ?] et de la très riche poésie iranienne dont elle s'inspirera plus tard pour la rédaction de ses propres poèmes (dont un certain nombre ont été traduits par L. Anvar). Elle reçoit également une éducation musicale, apprenant à jouer du tanbur (luth kurde qui accompagne les chants sacrés des Ahl-e Haqq), et du setar (luth classique persan). Hajj Nematollah, qui lui vouait une affection particulière, avait souhaité qu'elle porte une robe et un bonnet blancs, si bien que « les gens ne savaient pas si c'était une fille ou un garçon ». De fait, Malek Jan garda toute sa vie cet habit.

### Élan vers la spiritualité et goût pour les sciences
À treize ans, Malek Jan perdit son père. Peu après, elle fut atteinte d'un affection oculaire très douloureuse qui, vers l'âge de vingt ans, la laissa complètement aveugle. Sa cécité semble toutefois avoir coïncidé avec l'éveil d'une forme de passion mystique qui la conduisit à se rapprocher progressivement de son frère Ostad Elahi dont elle devint une élève accomplie. D'ailleurs, après le décès de celui-ci (en 1974), c'est elle qui tout naturellement reprit le flambeau de son enseignement spirituel. Progressivement, la personnalité de Malek Jan, la richesse de sa réflexion spirituelle et sa pratique assidue de la charité lui valurent une réputation de sainteté dans le milieu profondément religieux qui était le sien. Un certain nombre de ses dits (ou paroles) et conseils, pris en notes par son entourage, ont été traduits en français.
Malgré son handicap, Malek Jan continua toute sa vie à étudier l'anatomie, les sciences, l'histoire, la géographie notamment grâce à des cours enregistrés sur cassette. Cette passion de la connaissance relevait chez elle tout autant d'une démarche spirituelle qu'intellectuelle. S'opposant à ce qu'elle appelait « l'esprit superstitieux », Malek Jan cherchait à aborder la spiritualité comme un objet de réflexion et de connaissance, refusant l'acceptation aveugle de principes considérés comme des dogmes : « Au début, je me disais : Il faut que je comprenne par moi-même. Je ne voulais pas croire à ce que disaient les autres. Par exemple, il fallait que je comprenne par moi-même qu'il existe un au-delà, qu'il existe un Dieu, qu'il y a des lois spirituelles, que l'âme est éternelle...J'ai d'abord résolu la question de l'existence de Dieu, ensuite, j'ai compris qu'il y a un Compte et qu'aucun être ne sera lésé... ».

### Réformes du Ahl-e Haqq
Malek Jan a cherché à développer progressivement cette façon d'aborder la spiritualité parmi les paysans de Jeyhounabad (surnommé depuis dans le pays « le village des philosophes »). Dans le même esprit, elle a contribué à améliorer les conditions de vie des villageois en faisant venir l'électricité ou en inventant un système de micro-crédit à taux zéro. Au sein d'une société profondément patriarcale, elle a usé de son autorité spirituelle pour défendre plus spécifiquement le droit des femmes, en apprenant progressivement aux mères à soigner leurs filles autant que leurs fils, en amenant les pères à leur laisser une part d'héritage égale à celle de leur frère. Vers la fin de sa vie, Malek Jan apporta au culte Ahl-e Haqq un certain nombre de réformes qui contribuèrent à donner aux femmes une dignité égale aux hommes sur le plan rituel. Ces réformes, qui firent l'effet d'une révolution doctrinale dans les milieux Ahl-e Haqq, lui valurent l'inimitié des branches les plus traditionalistes de l'ordre.
Malek Jan Nemati est décédée en 1993 en France à la suite d'une opération à cœur ouvert. Elle est enterrée dans le village de Baillou (Loir-et-Cher). Sur sa tombe a été élevé un bâtiment de pierre et de verre appelé « Mémorial de sainte Janie ».